# Lannoy-Cuillère
Lannoy-Cuillère is een gemeente in het Franse departement Oise (regio Hauts-de-France) en telt 211 inwoners (1999). De plaats maakt deel uit van het arrondissement Beauvais.

## Geografie
De oppervlakte van Lannoy-Cuillère bedraagt 15,5 km², de bevolkingsdichtheid is 13,6 inwoners per km².
De onderstaande kaart toont de ligging van Lannoy-Cuillère met de belangrijkste infrastructuur en aangrenzende gemeenten.

## Demografie
Onderstaande figuur toont het verloop van het inwonertal (bron: INSEE-tellingen).